# Warren Ellis (serieskapare)
Warren Ellis, född 16 februari 1968 i Essex, är en brittisk seriemanusförfattare. Han har bland annat skrivit serier som Transmetropolitan, The Authority, Planetary, Gravel, Anna Mercury, Ignition City, Super God och newuniversal.